# Безобразов, Андрей Ильич
Андрей Ильич Безобразов (1621 (или 1622) —1690) — стольник при царях Алексее Михайловиче и Фёдоре III Алексеевиче; принадлежал к сторонникам Милославских.
Андрей Безобразов родился в 1621 (или 1622) году; из дворян.  Служебную карьеру Андрей Ильич начал в 20 лет со стряпчего (1642-1643 гг.), через пять лет (1647-1648 гг.) он был пожалован в стольники, в каковом чине и оставался всю жизнь. Его служебный путь ничем не отличался от службы обычного служилого по отечеству — в 1645/46 г. он был в полку во Мценске, в течение семи лет (с 1654 до 1661 г.) участвовал в литовских и немецких походах; после войны, в 1663/64 г. и в более поздние годы выполнял различные правительственные поручения административного характера (разборы ратных людей, выдача им жалованья).
С 1670 по 1681 год занимался переписью Суздальского уезда, а в 1689 году, в последние дни правления царевны Софьи Алексеевны, он, против желания и несмотря на усиленные просьбы о том, чтобы его оставили на прежнем месте, был назначен воеводой в Терки (см. Терский город). 
Отправляясь в дальний путь, уже при новых государях, Андрей Ильич Безобразов обратился к магам и заставлял их ворожить на снискание милостей нового правительства. В пути ему пришлось зазимовать в Нижнем Новгороде, а в это время в Москве были изловлены колдуны, которые показали на воеводу Безобразова (по другим данным Безобразов был арестован по доносу своих же холопов), что он прибегал к их помощи, чтобы навредить царю Петру. Его воротили, допрашивали, пытали и, наконец, приговорили к смертной казни.
Андрей Ильич Безобразов был казнён 8 января 1690 года в Москве на Красной площади, его жену сослали навечно в Тихвинский монастырь, люди его были биты кнутом и сосланы в Сибирь (некоторые были помилованы).

#### Архив Андрея Безобразова
Все бумаги подсудимого были конфискованы и вследствие этого оказались сохранены в государственных архивах, сейчас - в Российском государственном архиве древних актов (бывший ЦГАДА). Так в распоряжении специалистов оказался уникальный комплекс материалов, не имеющий равных среди частных архивов XVII в. Архив стольника Безобразова объемом около 2500 листов-"склеек" состоит из его переписки с родственниками, друзьями, знакомыми, деловыми партнерами, а также - с приказчиками его многочисленных вотчин и поместий.
Архив А.И. Безобразова дает историкам возможность наблюдать жизнь столицы, провинциального города и крепостной деревни в реальной обстановке и глазами рядового участника этой жизни. Хронологические границы документального комплекса — с конца 60-х гг. XVII в. до 1689 г. — включают несколько царствований, точнее, политических режимов (от Алексея Михайловича до начала царствования Петра I), что позволяет последовательно проследить эволюцию российской провинции и степень влияния на нее центральной власти (в частности, восстановить структуру управления хозяйством, взаимозависимость отдельных ее частей, рычаги управления вотчиной, зависимость хозяйства от налогового обложения и т. д.). Принадлежность хозяйства фондообразователя к группе средних хозяйств русского служилого сословия дает возможность считать его типичным явлением и распространять выводы о происходивших в нем процессах на широкий круг вотчинных хозяйств второй половины XVII в. В материалах частной переписки А. И. Безобразова с представителями разных социальных слоев тогдашнего общества, от вотчинных приказчиков до думных чинов, содержится уникальная информация о событиях внутри- и внешнеполитической жизни России, о быте столицы и провинции. Большинство документов комплекса составлено не профессиональными писцами, а потому является образцами обиходной русской речи XVII в.